# سیان بولگر
سیان بولگر (انگلیسی: Cian Bolger؛ زادهٔ ۱۲ مارس ۱۹۹۲) بازیکن فوتبال اهل جمهوری ایرلند است.
از باشگاه‌هایی که در آن بازی کرده‌است می‌توان به باشگاه فوتبال بریستول راورز، باشگاه فوتبال بری، باشگاه فوتبال کولچستر یونایتد، باشگاه فوتبال ساوتند یونایتد، باشگاه فوتبال لستر سیتی، و باشگاه فوتبال بولتون واندررز اشاره کرد.
وی همچنین در تیم‌های ملی فوتبال Republic of Ireland national under-19 football team و زیر ۲۱ سال جمهوری ایرلند بازی کرده‌است.